# Turó de la Bruguera
El Turó de la Bruguera és una muntanya de 367 metres que es troba al municipi de Torrelles de Llobregat, a la comarca del Baix Llobregat.